# لان برادفورد
لان برادفورد (بالإنجليزية: Lane Bradford)‏ هو ممثل أمريكي، ولد في 29 أغسطس 1922 في الولايات المتحدة، وتوفي بنفس المكان في 7 يونيو 1973 بسبب سكتة.

## وصلات خارجية
- لان برادفورد على موقع IMDb (الإنجليزية)
- لان برادفورد على موقع أول موفي (الإنجليزية)
- لان برادفورد على موقع قاعدة بيانات الفيلم (الإنجليزية)